# Norair Arakelian
Norair Unanovich Arakelian (frequentemente citado como Arakelyan) (em armênio/arménio:  Նորայր Հունանի Առաքելյան; Xiraque, 17 de julho de 1936 – Erevã, 28 de dezembro de 2023) foi um matemático armeniano e soviético, especialista em teoria da aproximação e análise complexa. É conhecido pelo teorema de Arakelyan.
Arakelian começou a estudar na Universidade Estatal de Erevan em 1953, onde obteve a graduação em 1958 e um doutorado (Candidato de Ciências) em 1962, com a tese Uniform and tangential approximations by entire functions in the complex domain. Em 1970 recebeu o Doktor nauk, com a tese Some questions of approximation theory and the theory of entire functions.
Foi palestrante convidado do Congresso Internacional de Matemáticos em Nice (1970).